# Eremostachys hyoscyamoides
Eremostachys hyoscyamoides là một loài thực vật có hoa trong họ Hoa môi. Loài này được Boiss. & Buhse mô tả khoa học đầu tiên năm 1860.